# Falsterbohalvön
Falsterbohalvön este o arie protejată (arie specială de conservare — SAC, sit de importanță comunitară — SCI) din Suedia întinsă pe o suprafață de 42.342,2 ha, integral pe uscat.

## Localizare
Centrul sitului Falsterbohalvön este situat la coordonatele 55°23′14″N 12°48′17″E / 55.3872°N 12.8047°E.

## Înființare
Situl Falsterbohalvön a fost declarat sit de importanță comunitară în ianuarie 1997 pentru a proteja 1 specie de plante și 5 specii de animale. Situl a fost protejat și ca arie specială de conservare în martie 2011.

## Biodiversitate
Situată în ecoregiunile continentală și marină baltică, aria protejată conține 18 habitate naturale: Pajiști uscate europene, Pășuni atlantice udate de apa mării (Glauco-Puccinellietalia maritimae), Terase mlăștinoase și terase nisipoase neacoperite de apă la reflux, Recifuri, Formațiuni ierboase bogate în specii de Nardus, dezvoltate pe substraturi silicioase în zone montane (și în zone submontane, în Europa continentală), Vegetație anuală la limita mareei, Dune împădurite din regiunile atlantică, continentală și boreală, Dune mobile cu vegetație embrionară, Dune mobile de-a lungul țărmului cu Ammophila arenaria („dune albe”), Pajiști fino-scandinave uscate până la mezice, bogate în specii de altitudine mică, Bancuri de nisip acoperite în permanență slab de apă marină, Ape puternic oligomezotrofe cu vegetație bentonică cu Chara spp., Salicornia și alte specii anuale care populează regiunile mlăștinoase și nisipoase, Depresiuni intradunale umede, Pajiști umede nord-atlantice cu Erica tetralix, Dune fixe decalcificate cu Empetrum nigrum, Dune de coastă fixe cu vegetație erbacee („dune gri”), Lagune de coastă.
La baza desemnării sitului se află mai multe specii protejate:
- plante (1): Botrychium simplex
- amfibieni (1): triton cu creastă (Triturus cristatus)
- mamifere (3): liliac cârn (Barbastella barbastellus), Halichoerus grypus, focă obișnuită (Phoca vitulina)
- nevertebrate (1): Dytiscus latissimus

Pe lângă speciile protejate, pe teritoriul sitului au mai fost identificate 2 specii de amfibieni.